# 토니 퍼델

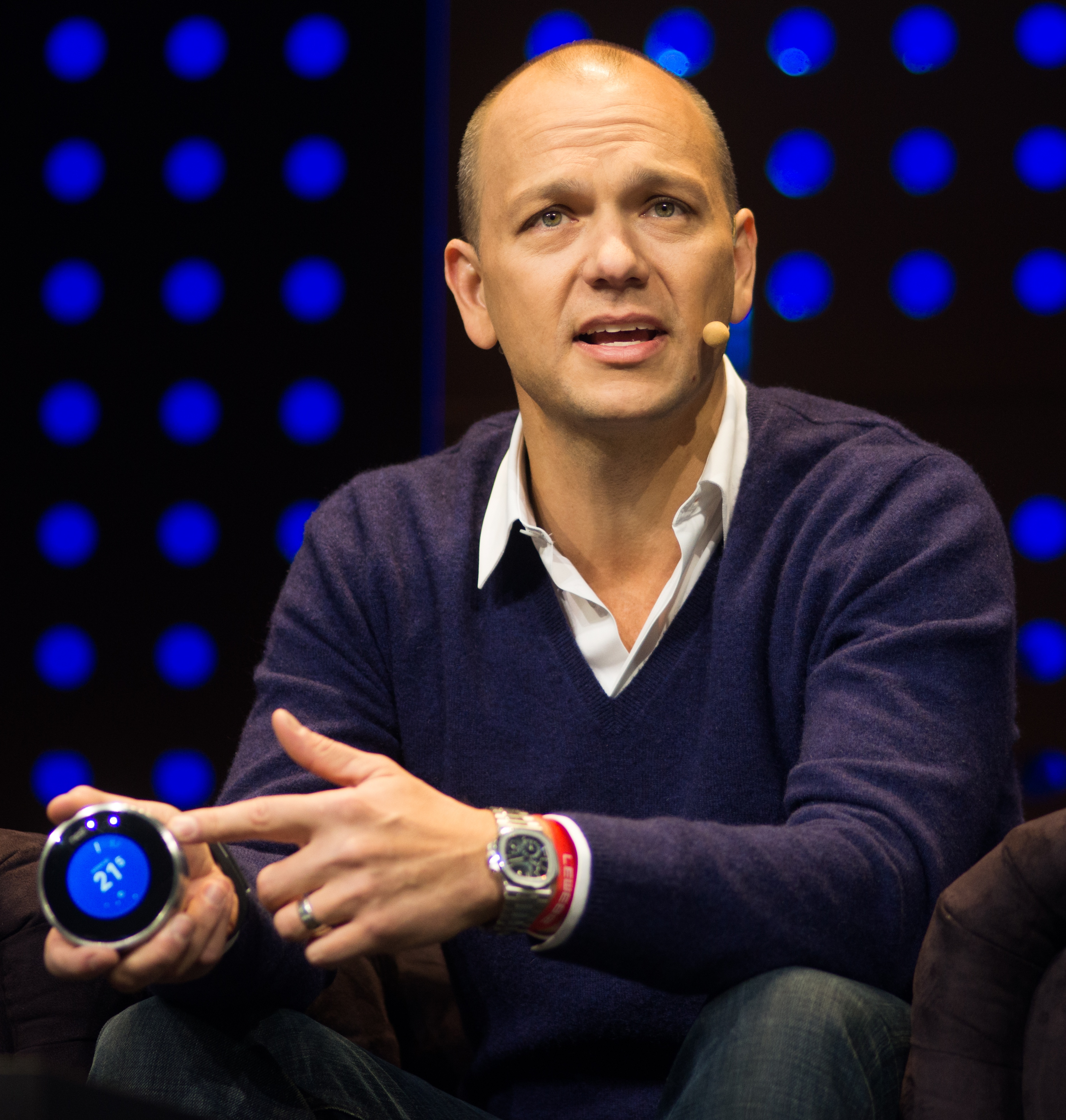
토니 퍼델

앤서니 마이클 "토니" 퍼델(영어: Anthony Michael "Tony" Fadell, 1969년 3월 22일)은 미국의 발명가, 디자이너, 기업인 겸 투자자이다. 애플에서 아이팟 개발에 참여했으며, 2006년 3월부터 2008년 11월까지 애플의 아이팟 부문 부사장을 지냈다. 2010년 5월 네스트 랩스를 설립했고, 2014년 1월 이를 구글에 매각했다.